# 下幌成駅

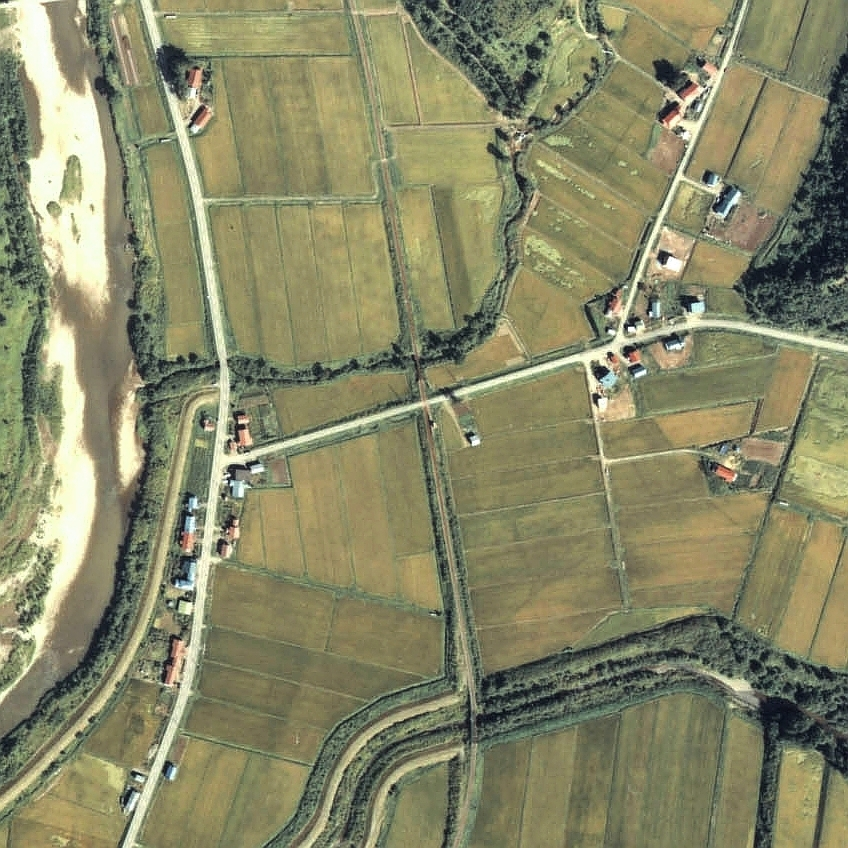
1977年の下幌成仮乗降場と周囲約500m範囲。上が朱鞠内方面。

下幌成駅（しもほろなりえき）は、北海道（空知支庁）深川市幌内にかつて存在した、北海道旅客鉄道（JR北海道）深名線の駅（廃駅）である。深名線の廃線に伴い、1995年（平成7年）9月4日に廃駅となった。

## 歴史
- 1955年（昭和30年）8月20日 - 日本国有鉄道（国鉄）深名線の下幌成仮乗降場（局設定）として開業[2]。
- 1987年（昭和62年）4月1日 - 国鉄分割民営化により、国鉄からJR北海道に継承[1]。同時に駅に昇格、下幌成駅となる[1]。
- 1990年（平成2年）3月10日 - 営業キロ設定[1]。
- 1995年（平成7年）9月4日 - 深名線の全線廃止に伴い、廃駅となる[2]。

### 駅名の由来
幌成駅の下手にあることから。

## 駅構造
廃止時点で、1面1線の単式ホームを有する地上駅であった。ホームは、線路の東側（名寄方面に向かって右手側）に存在した。分岐器を持たない棒線駅となっていた。
仮乗降場に出自を持つ無人駅となっており、駅舎は無かったがホーム中央部分に待合所を有していた。ホームは板張りで有効長も短かった。名寄方（北側）にスロープを有し、駅施設外に連絡していた。

## 利用状況
- 1992年度（平成4年度）の1日当たりの乗降客数は14人[3]。

## 駅周辺
- 国道275号（空知国道）
- 北海道道920号幌内湯内線 - 鷹泊駅寄りにあった踏切を横切っていた。
- 成福寺
- 雨竜川[4]
- 幌内山 - 駅の北東。標高577m[4]。
- ジェイ・アール北海道バス深名線「下幌成」停留所

## 隣の駅
北海道旅客鉄道
深名線
幌成駅 - 下幌成駅 - 鷹泊駅